# Dzierżawa (województwo śląskie)
Dzierżawa – kolonia w Polsce położona w województwie śląskim, w powiecie będzińskim, w gminie Siewierz.
W latach 1975–1998 miejscowość administracyjnie należała do województwa katowickiego.